# Cecile Abish
Cecile Abish (* 1930 in New York City als Cecile Gelb) ist eine amerikanische Installations- und Landart-Künstlerin und Fotografin.

## Leben und Werk
Abish studierte 1953 am Brooklyn College der City University of New York (CUNY) Sculpture, unter anderem bei Mark Rothko. Während ihres Studiums wohnte sie sechs Monate bei Familie Rothko und hütete dafür die Kinder. Abish nahm in den 1970er und 1980er Jahren an einer Reihe von Ausstellungen im Kontext feministischer und moderner fotografischer Kunst teil. Das Werk der Künstlerin besteht sowohl aus Objekten und Interventionen, die sie für den Außenraum bestimmt, als auch aus Installationen für Innenräume. Mit ihren „marble works“ bedeckte sie zum Beispiel den Fußboden einer Galerie vollständig mit Marmorplatten und vermittelte so den Eindruck einer Wüste. Ihre zum Teil großformatigen Fotoarbeiten montiert sie auf dünne Metallplatten, die sie an der Wand fixiert. Eine Arbeit von Abish wurde 1984 vom Center for Creative Photography an der University of Arizona in Tucson (AZ) erworben. Der Umschlag des Buchs von Walther Abish How German Is It basiert auf einer frühen Fotoarbeit von Cecile Abish.
Sie war mit dem Schriftsteller Walter Abish verheiratet und wohnt und arbeitet in New York an der Lower East Side, Manhattan.

## Ausstellungen
- 1999: 100 Drawings, P.S.1 Contemporary Art Center, New York
- 1984: Land Marks: New Site Proposals by Twenty-Two Original Pioneers of Environmental Art, Edith C. Blum Art Institute, Bard College, Annandale-On-Hudson (NY).[9]
- 1983: Comment: Cecile Abish, Dara Birnbaum, Victor Burgin, Vernon Fisher, Douglas Huebler, Barbara Kruger, Muntadas., Gruppenausstellung im Long Beach Museum of Art, Long Beach (CA).[10]
- 1982: Cecile Abish : From the Marble Works, 1974-1979, The Fine Arts Center Art Gallery, State University of New York at Stony Brook (NY).
- 1980: Deconstruction, Reconstruction: The Transformation of Photographic Information into Metaphor, Gruppenausstellung im New Museum of Contemporary Art, New York.[11]
- 1978: Firsthand/Cecile Abish, Einzelausstellung in der Fine Art Gallery der Wright State University, Dayton (OH).[12]
- 1973: Women Choose Women, eine Gruppenausstellung von Women in the Arts in Zusammenarbeit mit der Fairleigh Dickinson University, New York Cultural Center, New York.[13]
- 1971: Twenty Six Contemporary Women Artists,  Aldrich Museum of Contemporary Art, Ridgefield.  (CT).[14]

## Auszeichnungen (Auswahl)
- 1974: Creative Artists Public Service Grant, New York State Council on the Arts
- 1977: Individual Artist’s Fellowship, National 80 Endowment for the Arts

## Veröffentlichungen
- Walter Abish: 99: The New Meaning. Burning Deck Press, Providence (RI) 1990. 5 collage texts with 6 photographs by Cecile Abish. ISBN 0-930901-67-3  (cloth); ISBN 0-930901-66-5 (paper).
  - Walter Abish: 99 : Der neue Sinn, aus dem Amerikanischen von Jürg Laederach, Fototeil von Cecile Abish und Renate von Mangoldt, Literarisches Colloquium, Berlin des Berliner Künstlerprogramms des DAAD, Berlin 1990, ISBN 3-926178-15-9.
- Welfengarten 11/2001: Jahrbuch für Essayismus: Walter Abish, Kokora M Gneba, Joseph Gomsu, Hauke Hückstädt, Alain P Nganang, Wolfgang von Wangenheim, Cecile Abish (Fotografien), Revonnah, 2001, ISBN 3-934818-41-2
- Heinz Thiel in: Natur - Kunst,  Kunstforum International Bd. 48, 1982 (mit vier Abbildungen von Cecile Abish)